# Koei Tecmo
Koei Tecmo Holdings Co., Ltd. — японский холдинг, специализирующийся на разработке видеоигр, развлекательного оборудования и аниме. Компания образовалась в 2009 году в результате слияния Koei и Tecmo. Основным активом холдинга является Koei Tecmo Games — разработчик и издатель видеоигр, основанный в 1978 году под названием Koei.
Koei Tecmo известна такими игровыми сериями, как Atelier, Dead or Alive, Dynasty Warriors, Fatal Frame, Monster Rancher, Ninja Gaiden, Nioh, Nobunaga’s Ambition и Romance of the Three Kingdoms. Компания также участвовала в разработке игр других франшиз, включая Final Fantasy от Square Enix и Fire Emblem от Nintendo.
После слияния европейское подразделение Koei первым сменило название на Tecmo Koei Europe, Ltd. и начало выпускать игры под новым брендом. В январе 2010 года американские подразделения Tecmo, Inc. и Koei Corporation объединились в Tecmo Koei America Corporation. 1 апреля 2010 года Tecmo прекратила существование как отдельная компания в Японии. Koei продолжила деятельность под названием Tecmo Koei Games (ныне Koei Tecmo Games) и стала основным подразделением холдинга по разработке видеоигр. Бывшие подразделения Tecmo и Koei некоторое время существовали как отдельные компании, но в апреле 2011 года вошли в состав Tecmo Koei Games. До 2016 года Koei Tecmo Games иногда использовала бренды «Koei» и «Tecmo» в маркетинговых целях.